# Heterostegane minutissima
Heterostegane minutissima är en fjärilsart som beskrevs av Swinhoe 1904. Heterostegane minutissima ingår i släktet Heterostegane och familjen mätare. Inga underarter finns listade i Catalogue of Life.